# User equipment

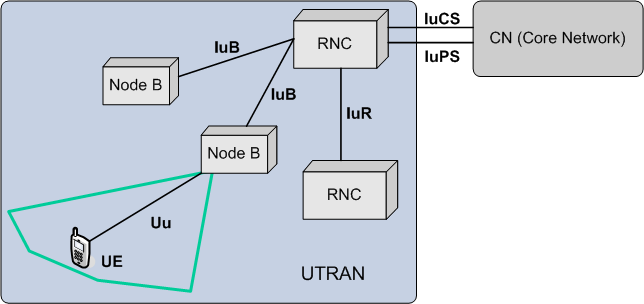
Architecture d'un réseau radio UTRAN collectant le trafic des UE (User Equipments).

 User equipment  (UE)  est un terme normalisé de téléphonie mobile qui désigne un élément d'un réseau de téléphonie mobile cellulaire de troisième (UMTS) ou de quatrième génération (LTE, LTE Advanced).
Il peut s'agir d'un téléphone mobile, d’un smartphone, d’une tablette tactile, d'un routeur 4G ou d’un ordinateur portable équipé d'une clé 3G/4G ; ce terminal est authentifié et autorisé à accéder au réseau mobile (RAN) de l’opérateur. 
L’UE se connecte par liaison radio aux stations de bases Node B / eNodeB comme spécifié dans les normes séries 25 et 36 de l’ETSI et du 3GPP. 
Dans les réseaux UMTS et LTE, l'abonnement étant séparé du terminal utilisé, le user equipment est l'association des deux éléments suivants : 
- le terminal physique, appelé mobile equipment (ME) : il s'agit habituellement d'un téléphone mobile, d'un smartphone ou d’une tablette,
- une carte USIM représentant l'abonnement souscrit et qui contient les paramètres clés le concernant.

Cette séparation permet à plusieurs personnes d'utiliser le même terminal (ME) avec différents abonnements (par exemple, quelqu’un vous prête son téléphone et vous appelez avec votre propre abonnement), et inversement d'utiliser un seul abonnement (carte SIM) dans plusieurs terminaux (par exemple, pour changer de téléphone en cas de panne).
Les user equipment sont classés en catégories selon le débit radio qu'ils autorisent ; par exemple pour les terminaux 4G LTE / LTE Advanced, 17 catégories sont actuellement définies (dont 8 sont en production fin 2015).
Dans les réseaux GSM, l'équivalent de l’UE s'appelle « Mobile Station » (MS) et se compose de manière similaire d'un Mobile Equipment et d'une carte SIM (Subscriber Identity Module).